# Justícia de proximitat
La justícia de proximitat és una modalitat de justícia que pretén resoldre els problemes que es generen a la societat d'una manera àgil, ràpida i econòmica, fent que la tutela judicial sigui efectiva i que la gestió de l'administració de Justícia sigui eficaç, donant una resposta ràpida i de qualitat a les demandes dels ciutadans.

## El concepte
El concepte de justícia de proximitat no és pacífic, ja que els autors i les mostres que ens ofereix el dret comparat d'altres països no porten a cap concepte únic. Val a dir que es tracta d'un concepte amb diferents significats segons la realitat que es vol plantejar, i això ha agreujat el debat que hi ha hagut al nostre país pel que fa a la seva implantació.

## Origen
La justícia de proximitat neix principalment a França i als Estats Units arran dels aldarulls i danys causats al mobiliari urbà. Són problemes propers al ciutadà i pel seu gran nombre es comença a pensar que pot ser necessària una justícia més propera al ciutadà. Val a dir que la justícia ordinària no va demostrar pas ser massa efectiva en aquests conflictes. Es busca una proximitat geogràfica (municipi o barri), temporal (ràpida), i humana (simplificació procediments i formalitats, participació ciutadana).
El model original de justícia de proximitat és d'origen francès, fet que ha produït que aquest sigui la referència pel model que es proposa. Es defineix mitjançant les característiques que els autors de referència (3) ens proposen, la qual cosa no vol dir que totes elles s'acompleixin el dia que aquest tipus de justícia es faci realitat a l'estat Espanyol (model ideal de justícia de proximitat):
- No pertany al poder judicial tot i que adoptaria una posició temporal de jurisdicció prèvia a l'ordinària. Objectiu: Evitar la jurisdicció ordinària. No és aquest el model seguit per la proposta sobre justícia de proximitat de la Generalitat de Catalunya i de l'Ajuntament de Barcelona: Jutges temporals, integrats al sistema judicial Espanyol i sotmesos al govern del poder judicial.
- El seu nivell d'actuació seria municipal. Objectiu: Proximitat geogràfica amb el ciutadà i adaptar-se a cada lloc d'actuació, no sent una justícia uniforme com la justícia ordinària. Jutges que siguin del municipi o que el coneguin bé (Anglaterra).
- Participació de les Administracions públiques i dels ciutadans (model anglosaxó).
- Donar solució ràpida i efectiva als conflictes, tot buscant la seva prevenció i erradicació.
- Justícia independent, no vinculada a instruccions de cap tipus d'autoritat.
- Justícia no professional, processos de selecció dels jutges diferents al de la justícia ordinària. No es busquen grans coneixedors de jurisprudència ni de legislació.
- Justícia informal: No se segueixen uns procediments marcats pel dret adjectiu (lleis processals) ni en la resolució del conflicte ni en l'execució de la solució. Procediment a fixar en cada supòsit concret.
- Justícia especialitzada: Si que, malgrat el que s'ha proposat, requereix coneixements jurídics però també altres tant o més necessaris.
- Justícia integral: No només els jutges la construeixen, sinó que altres professionals hi intervenen de forma important: Criminòlegs, assistents socials, psicòlegs, etc. Tots participen per tal de trobar la solució més adient.

## Dret comparat

### La justícia de proximitat a França
L'origen del concepte té relació amb la petita delinqüència de barris de les grans ciutats:
- Hi ha una sensació d'inseguretat.
- Les autoritats impliquen als ciutadans per disminuir la petita delinqüència.

Aquesta justícia neix com un sistema de mediació. Després s'amplià al dret civil. La justícia de proximitat ha estat introduïda per llei. Jutge no professional que acompleixi certs requisits (experiència professional), no membre del cos judicial però subjecte a la disciplina de la magistratura. Inamovibles i independents. Residents al lloc on treballin.
El model va fracassar perquè es va voler descarregar de feina als jutjats de primera instància, poca dotació de mitjans i poca retribució.
Crítiques:
- Hi ha dubtes sobre si veritablement són imparcials i independents
- És un sistema car
- No es veu clara la seva utilitat.

### La justícia de proximitat a Itàlia
Èxit del model concebut com a justícia de petites reclamacions (anomenat giudice di pace), o sigui no seguint el concepte de justícia de proximitat abans esmenat. En el cas Italià els objectius perseguits han estat acompanyats dels mitjans necessaris. L'objectiu principal era acabar amb el retard crònic en la resolució de procediments i per això es van crear 4.000 nous jutjats. Arran dels bons resultats, hom està pensant a augmentar les competències atorgades als Jutges de proximitat. Es tracta d'un jutge no professional, escollit buscant un perfil jurista (han de ser advocats) i amb una formació semestral posterior seguida d'un examen d'idoneïtat. Coneix de matèries de caràcter civil, penal, social i contenciós-administratiu. Destacar en l'àmbit penal la introducció de la mediació, de mecanismes alternatius reparadors de la infracció i una aposta per unes sancions orientades a la reinserció. En el camp civil, s'ocupa de demandes de quantia inferior o igual la 1.200 Euros. És un model de petites reclamacions digne de ser considerat com a referència pel cas Espanyol si el que es busca és descongestionar els jutjats de primera instància i d'instrucció.

## La justícia de proximitat a Anglaterra
Té una gran tradició i la seva virtut més important és que fomenta la participació ciutadana. Les Magistrates Courts són el grau més baix de la jurisdicció penal anglesa però són les que s'ocupen del 95% dels casos penals. Destacar el procés de selecció dels jutges: Enquesta prèvia a les persones que vulguin exercir aquest servei no remunerat, un Comitè Assessor Local tria als seleccionables i concerta una entrevista, seguit d'una recomanació dels escollits per part del Comitè al Departament de la màxima autoritat judicial d'Anglaterra. Requisits: Bon caràcter, comprensió i comunicació, coneixement social, maduresa, judici legítim i compromís amb la tasca a realitzar. També han de conèixer bé el territori on treballaran. Estan assessorats per consellers legals que fan una paper molt important. Els jutges reben un curs de formació en protocol, prova, llei substantiva i procediment. Després de dos anys d'exercici en la jurisdicció penal poden accedir a cursos de formació especifica cara a una promoció professional en altres jurisdiccions. Poden instruir casos penals per delictes greus i molt greus, que després la jurisdicció ordinària (Tribunal de la Corona) jutjarà. Poden intruir i jutjar per delictes intermedis. En el camp civil s'inclouen reclamacions de quantitat i procediments familiars. També temes de dret administratiu i contenciós-administratiu.
No segueix el model Francès de proximitat. Sistema que ha desprofessionalitzat la justícia i en 
la que el ciutadà té un paper molt important, però al no estar remunerat implica l'existència d'una gran conscienciació per part dels ciutadans envers la justícia, fet que fa difícil prendre-ho com a referència per nosaltres (recordar els problemes que ha portat la implantació de la llei del jurat).

## La justícia de proximitat a Portugal
Important paper dels jutjats de pau i de la mediació. Dos sistemes que es complementen, els jutjats de pau tenen un servei propi de mediació. Aquest servei funciona en dues fases: Explicar la finalitat de la mediació i la seva aplicació en cas que les parts l'acceptin. Si el procediment de mediació acaba en un acord total, es redacta la solució trobada i es porta a un jutja de pau per tal que l'homologui. Si no hi ha acord, s'acaba utilitzant la justícia ordinària. El mediador no ha de ser llicenciat en dret, està remunerat i se'l nombra per un any renovable. Està sotmès als principis d'independència, imparcialitat, credibilitat, competència, confidencialitat i diligència. Pel que fa als jutges de pau, són escollits per un sistema de concurs-oposició, es valora el seu currículum i se li fa una prova pràctica pròpia de l'àmbit dels jutjats de pau. Després reben una formació específica i se'ls anomena amb una duració de tres anys. Els jutjats de pau coneixen de conflictes civils menors (per raó de la quantia) i de temes de responsabilitat contractual i extracontractual. El procediment és intentar buscar l'acord de les parts abans de conèixer del procés. No és doncs un model de justícia de municipi sinó un sistema global de mediació per evitar el conflicte; en cas de no aconseguir-ho, és un sistema de petites reclamacions.

## La justícia de proximitat als Estats Units
El problem solving o solucionador de problemes és l'equivalent nord-americà al nostre concepte de justícia europeu (amb totes les seves variants) o, com a mínim, el més proper. En el cas dels Estats Units han estat els mateixos professionals de la justícia (jutges, fiscals, advocats) ordinària els impulsors d'aquest concepte, que té una sèrie d'objectius que queden reflectits en uns principis que la pràctica ha anat creant, i han estat els professionals els que han extret d'aquesta pràctica professional. El problem solving és adaptable i pren diverses formes segons el lloc del país (diversitat d'ordres judicials) i pretén millorar els resultats de la práctica de la justícia. Pot ocupar-se de casos lleus o greus, pot orientar-se a la repressió o a la prevenció. Malgrat aquesta diversitat d'objectius i mètodes, es poden destacar els següents principis del problem solving (4): 
- Millorament de la formació dels professionals i millorar de la informació que disposen les comunitats.
- Participació comunitària: Destacar la importància del seu paper per ajudar a l'administració de justícia per identificar i resoldre problemes. Això genera més confiança de la ciutadania amb la justícia i fa augmentar la sensació de seguretat i el respecte per les normes, alhora que implica una major disposició a col·laborar amb la justícia.
- Col·laboració. Entendre l'administració de justícia com una feina entre els professionals de la justícia, les agències governamentals i les organitzacions comunitàries per tal de millorar la seguretat pública. Això obre les portes a altres professionals com els assistents socials, les escoles, etc.) i millora la comunicació interinstitucional.
- Individualització de la condemna: Basada en el cas concret de cada situació i individu. Es valoren riscos i necessitats de l'infractor i també la seva capacitat de reparació i d'inserció laboral i social (cursos professionals, tractaments casos de consum de drogues, salut mental). Es fa esment a la dignitat i respecte vers l'infractor i es busca reduir la reincidència, millorar la seguretat i augmentar la confiança en la justícia.
- Passar comptes: També es pretén enviar el missatge que les conductes delictives tenen conseqüències en la comunitat. Es busca un acompliment d'aquestes conseqüències i també que el no acompliment d'aquestes tingui al mateix temps altres conseqüències. És important el paper dels encarregats de vigilar aquestes situacions, els seus informes que detallen l'evolució dels infractors.
- Resultats: Es troben mitjançant la recollida de dades i la seva mesura. Es valoren els beneficis i els costos com eines per avaluar l'eficàcia de les operacions fetes. També és important la difusió pública que de tots aquests resultats es facin.

### La justícia de proximitat a l'estat espanyol
A nivell estatal trobem referències a la justícia de proximitat al Proyecto de Ley Orgánica de modificación de la Ley 6/1985, de 1 de julio, del Poder Judicial, en materia de justicia de proximidad y Consejos de justicia, publicat al Boletín Oficial de las Cortes Generales, el 27 de gener de 2006, a l'exposició de motius es pronuncia sobre la importància i la necessitat de posar en marxa aquest model de justícia, i desenvolupa com serà l'ingrés a la carrera judicial per la categoria de jutge de proximitat i l'estructura de la nova oficina judicial; en l'àmbit autonòmic al Llibre Verd de l'Administració de Justícia de juliol de 2005, on es proposa la creació d'una justícia de proximitat, oferint l'alternativa més adient per al nostre sistema d'organització judicial actual i pel procés de selecció dels jutges.
Per poder dur a terme aquest sistema judicial cal crear jutjats de proximitat, jutges de proximitat i determinar com es fa a la distribució territorial dels Jutjats de proximitat.
Així, els jutjats de proximitat volen donar una resposta judicial als conflictes d'escassa rellevància i complexitat, respecte a les matèries civil, penal i contenciós administratiu, per tal de descongestionar els jutjats de primera instància i instrucció, els quals podrien concentrar-se en resoldre casos de major importància.
Pel que fa a les assumptes que podrien derivar-se als jutjats de proximitat, es poden nomenar els següents, segons Proyecto de modificación de la Ley Orgánica del Poder Judicial, en materia de justicia de proximidad y Consejos de justicia,
- En matèria civil, coneixeran de la substanciació en primera instància, dictaran la sentència i duran a terme l'execució dels processos, i de les funcions de conciliació i mediació, que expressament els atribueixi la llei.

- En l'àmbit penal, tindran atribuïda la competència de conèixer, sentenciar i executar en els judicis de faltes, excepte els casos de maltractaments dins l'àmbit familiar o de parella, ja que corresponen als Jutjats de violència sobre la dona.

Podrien conèixer dels judicis de faltes i de delictes menors, amb una limitació, que l'Administració no pot tractar d'assumptes que comportin la sanció de privació de llibertat.
- En l'ordre contenciós administratiu la justícia de proximitat seria l'apropiada per conèixer dels recursos referents a sancions imposades per les Entitats Locals que vinguin expressament atribuïdes per llei.

Respecte de l'accés a la carrera del jutge de proximitat, els quals formarien una categoria pròpia dins de la carrera judicial immediatament inferior a la del jutge, serien proposats pel ple de l'Ajuntament respectiu, entre juristes que acreditin una experiència de més de sis anys i superin un concurs de mèrits, convocat pel Consejo General del Poder Judicial, així com una entrevista personal.
Pel que fa a la distribució territorial dels jutjats de proximitat, és l'avantprojecte de la Ley Orgánica de modificación de la Ley 6/1985, de 1 de julio, del Poder Judicial, la que estableix quines seran les condicions que han de complir les poblacions per poder crear en elles jutjats de proximitat; hauran de ser municipis de més de 250.000 habitants, capitals de província de més de 175.000 habitants o municipis amb condicions especials d'àmbit social, econòmic, històric o cultural de més de 75.000 habitants, i sempre que la Comunitat Autònoma hagi assumit les competències en Justícia.
La justícia de proximitat a l'Estat espanyol s'ha quedat, doncs, només amb motiu de debat polític, de dissertació acadèmica i de crítica per part de l'àmbit judicial però no s'ha arribat a aplicar mai. Un dels temes conflictius en l'aplicació de la justícia de proximitat ha estat com es seleccionaran els jutges i quina formació han de tenir aquests. Ens remetem a l'estudi de Marta Poblet, que enumera les diferents reaccions des de les associacions de jutges professionals: 
- Associació Professional de la Magistratura. Congrés 2005. Consideren que la proposta estatal sobre justícia de proximitat és demagògica i amaga una justícia sense garanties, pel que fa a la independència que caracteritza al poder judicial. Consideren que el fet que els ajuntaments contractin aquests jutges fa que tinguin una submissió. I també posen en dubte que estiguin preparats professionalment per desenvolupar aquesta feina.
- L'Associació de Jutges per la Democràcia defensa que la idea és bona però no prioritària, perquè els jutjats tenen altres problemàtiques no resoltes que s'haurien d'atendre primer. De fet, a finals del mes de gener (2009), els jutges decidiran si es posen en vaga perquè no es tenen en compte les seves peticions. Seria el primer cop que els jutges fan vaga a l'Estat espanyol.
- L'Associació Francisco de Vitoria estima que el sistema es pretén implantar tot i que no hi ha les garanties mínimes de selecció d'aquests jutges. I posa en alerta del perill que aquests rebin un sou dels propis ajuntaments on treballen.

### La justícia de proximitat a Catalunya
A Catalunya, la Carta municipal de Barcelona, aprovada per la llei 1/2006 de 13 de març estableix les bases de la justícia de proximitat que es pretenen per a la ciutat. És el primer text català en què es redacten de forma oficial unes propostes, que de fet, no podran aplicar-se fins que no es canviï la llei estatal. La sociòloga Marta Poblet exposa que la Carta Municipal de Barcelona es refereix a la justícia de proximitat com un nou graó judicial adreçat a resoldre els conflictes derivats de la convivència ciutadana, sense els inconvenients de formalisme i lentitud que de vegades pateix la justícia ordinària.
No és només l'Ajuntament de Barcelona el que pretén implantar un sistema de justícia de proximitat per resoldre problemes relacionats amb la convivència veïnal per exemple; vaja, en conflictes de menor importància. La Generalitat també ha posat les bases del que hauria de ser la justícia de proximitat a Catalunya. Així queda de manifest en l'Estatut d'Autonomia de Catalunya, en l'article 108.2 on s'exposa que "La Generalitat, en les poblacions que es determini i d'acord amb el que disposa la Llei orgànica del poder judicial, pot instar que s'estableixi un sistema de justícia de proximitat que tingui per objectiu resoldre conflictes menors amb cleritat i eficàcia".
Mercè Darnaculleta i Antonio Cereijo veuen, tant en la proposta autonòmica com en la municipal de Barcelona, un interès en la recerca i implantació de mecanismes àgils de resolució de conflictes, de prevenció de la delinqüència i de garantia de la seguretat ciutadana. I consideren que l'entorn institucional i el teixit social no està "probablement" preparat per afrontar les novetats que s'han d'afrontar en matèria de garantia de seguretat. Alhora, en aquest estudi, els autors també alerten de la confusió que podria generar al ciutadà el tenir la possibilitat de solucionar alguns conflictes amb els jutjats de proximitat i altres amb la mediació. Per això consideren que s'hauria de "definir clarament des del punt de vista de les competències objectives i territorials, els conflictes atribuïts a la justícia de proximitat i els derivats a la mediació". Posen sobre la taula el fet que és possible que el ciutadà passi de tenir una única via possible de resolució del conflicte a tenir-ne diverses i, per això, caldria informar la gent dels avantatges i inconvenients de cada opció.
Per ara, doncs, tant la Generalitat de Catalunya com l'Ajuntament de Barcelona no poden desenvolupar la justícia de proximitat fins que s'aprovi una llei estatal que ho permeti. Si es dona el cas que la llei estatal s'aprova, caldrà veure com i quan ho posen en funcionament la resta d'administracions.